# Panare
El panare és una llengua carib parlada per aproximadament 3.000-4.000 persones a l'estat de Bolívar al sud de Veneçuela. La seva àrea principal es troba al sud de la ciutat de Caicara del Orinoco, al sud del riu Orinoco pels e'ñepá. Hi ha diversos subdialectes de la llengua. L'autònim d'aquesta llengua i d'aquest poble és "eñapa", que té diversos sentits en funció del context, inclosos "poble", "indígena" i "panare-poble". El propi terme "panare" és una paraula tupí que significa "amic". És insòlit tenir objecte-verb-agent com un dels seus ordres principals de paraules, sent l 'altre més comuna el verb-agent-objecte. També mostra la propietat tipològicament "poc comuna" d'una alineació ergativa-absolutiva en el present i una alineació nominativa-acusativa en el passat.

## Classificació
El panare és membre de la família lingüística carib, encara que la seva subagrupació dins de la família és una qüestió de controvèrsia. Les primeres dècades d'intents de classificació van ser en gran part rebutjats pels lingüistes, una classificació uniforme de tots els membres proposats de la família carib va ser introduïda per Terrence Kaufman (1994). Aquesta agrupació, encara àmpliament utilitzada pels lingüistes, classifica el panare com a membre de la branca de l'Amazònia Meridional, sense llengües emparentades. Tot i això, Spike Gildea ha criticat que aquest grup es basi en dades defectuoses utilitzades per a classificacions anteriors de Durbin i Loukotka que des de llavors han estat rebutjades. El 2012, Gildea va presentar la seva pròpia classificació, que agrupa el panare com a membre de la branca Carib veneçolana i, al seu torn, part de la branca de baix nivell Pemóng-Panare. Aquesta classificació ha estat considerada una millora per lingüistes com Lyle Campbell i Doris & Thomas Payne, però encara no ha substituït l'agrupació de Kaufman, en gran part a causa de la seva relativa joventut.

## Fonologia
Consonants
El panare conté aproximadament 14 fonemes consonàntics contrastats, amb variacions segons el dialecte i els orígens de certs ítems lèxics (vegeu: Notes).
|            | Labial | Alveolar | Alveo-palatal | Velar | Glotal |
| ---------- | ------ | -------- | ------------- | ----- | ------ |
| Oclusives  | p      | t        |               | k     | ʔ      |
| Nasals     | m      | n        | ɲ             | (ŋ)   |        |
| Fricatives |        | s        |               |       | h      |
| Africades  |        |          | t͡ɕ            |       |        |
| Semivocal  | w      |          | j             |       |        |
| Bategant   |        | ɾ        |               |       |        |

Vocals
El panare fonemes vocàlics en contrast.
|         | Frontal | Central | Posterior |
| ------- | ------- | ------- | --------- |
| Alta    | i       | ɨ       | u         |
| Mitjana | e       | ə       | o         |
| Oberta  |         | a       |           |

Notes
/n/ = [ŋ]/_#, _C[-alveolar]/[n] en altres llocs; /ɲ/ té estatut fonèmic en préstecs del castellà i és al·lòfon en paraules natives; Payne i Payne (2013) consideren que /ʔ/ i /h/ són diferents al·lòfons d'un "aproximat faríngic subjacent", que s'allibera de manera diferent segons l'entorn. També hi ha registres d’aquests dos telèfons que es produeixen en variacions lliures, que poden atribuir-se a la combinació de dialectes distints en comunitats de parlants amb contrastos idiolèctics.

## Morfologia
El panare es classifica millor com una llengua aglutinant dura que afecta la polisíntesi. Molts dels seus morfemes es poden identificar clarament per arrels que romanen aïllats a través dels processos de flexió, i la flexió per múltiples afixos és usualment lleugera. Les paraules poden créixer llargues i complicades, però generalment poden arrelar-se en una idea ferma, en lloc de relacionar-se amb una frase basada en processos.
Tanmateix, apareixen elements de polisíntesi en la manera com s'inflecteixen inicialment les arrels. Essencialment, la majoria de les arrels (que no són complements) són morfemes lligam d'alguna manera, i requereixen almenys un morfema flexional fins que es puguin utilitzar com a unitats d'una frase. Per exemple:
- '-uwaatï' es correlaciona aproximadament amb 'cremar', però és un morfema lligam
- 'yuwaatï' significa, 'es cremarà.' 'Yuwaatïjtepe' significa, 'vol cremar'. Totes dues són paraules completes.[7]

## Sintaxi
L'estructura de les oracions panare no segueix un estricte ordre de paraules, sinó flexible. En la majoria dels estudis, es classifica com a llengua objecte inicial. Tanmateix, se sap que subjecte-objecte-verb i subjecte-verb-objecte també apareixen amb freqüència. Aquest tipus de "tendència inicial objecte" "és bastant comú a l'Amazònia, on l'estructura de les frases sovint s'ordena de manera més consistent mitjançant el tipus de construcció de clàusules que per ordre de paraules. Com a resultat, el panare i les seves llengües veïnes solen utilitzar marques de cas com una manera d'ordenar com a constituents d'una frase s’afecten mútuament.
Les clàusules d'aspecte futur, desideratiu i inespecífic del panare instancien la raresa lingüística transversal alineament nominatiu-absolutiu. A continuació es dona un exemple.:162
```
Yutësejpa (këj) kën.

s-V		s.
AUX
		S
/j-u-tə-sehpa	(kəh)		kən/
3-
S
A
-anar-
FUT
	3.
ANIM
.
COP
	3.
ANIM
.
DIST

‘Ell/a anirà.’
```

```
Yamasejpa (këj) kën.

p-V			a.
AUX
		A
/j-ama-sehpa		(kəh)		kən/
3-
S
A
-llençar-
FUT
	3.
ANIM
.
COP
	3.
ANIM
.
DIST

‘Ell-a la tirarà.’
```

En les clàusules nominatives-absolutives del panare, el nominatiu i l'absolutiu es distingeixen de la següent manera. El (pro)nom nominatiu no marcat (si es produeix explícitament) sempre segueix el predicat (kën a l'exemple anterior), amb l'acord nominatiu a l'auxiliar si n'hi ha un (këj a l'exemple anterior). En canvi, els arguments absolutiu s'indexen mitjançant prefixos verbals (y- a l'exemple anterior) o mitjançant frases nominatives absolutives (no mostrades més amunt), que es troben en un distribució complementària amb els prefixos de persona absolutiva.

## Distribució
Els parlants de panare (anomenat E'ñepa (lit. "poble") en la seva pròpia llengua) viuen a l'estat de Bolívar, Veneçuela, a l'oest de la conca del riu Cuchivero del riu Orinoco. Fins al segle XXI, els panare tenien pocs contactes amb pobles no indígenes (els pocs eren exploradors i antropòlegs). No obstant això, l'augment de les interaccions amb veneçolans ha conduït a un bilingüisme estès amb el castellà.